# Дина Болуарте
Дина Ерсилија Болуарте Зегара (шп. Dina Ercilia Boluarte Zegarra; Чалуанка, 31. мај 1962) је перуанска политичарка и актуелна председница Перуа од 7. децембра 2022. године. Претходно је била прва потпредседница Перуа од 28. јула 2021. до 7. децембра 2022. године и министарка развоја и социјалне инклузије од 29. јула 2021. до 26. новембра 2022. године. Била је чланица крајње левичарске странке Слободан Перу од 2018. до 2022. године.
Ступила је на функцију председнице Перуа након што је, 7. децембра 2022. године, председник Педро Кастиљо распустио Конгрес само неколико сати пре него што је Конгрес требао да гласа о његовом опозиву. Овај потез је назван државним ударом и покушајем Кастиља да спречи истрагу о корупцији против њега. Истог дана, Конгрес га је разрешио дужности. Ухапшен је недуго након разрешења, а Буларте изабрана за председницу према Уставу Перуа и постала прва жена на челу Перуа.
Током њених првих неколико дана на власти, широм Перуа су се појавили протести подршке Педру Кастиља и против нових власти и Конгреса. Невладине организације критиковале су одговор Болуарте и перуанске владе као репресиван и насилан.